# Bill Slater
William John „Bill“ Slater (* 29. April 1927 in Clitheroe; † 18. Dezember 2018 in Oxford) war ein englischer Fußballspieler. Der zumeist auf der zentralen oder rechten Halbposition eingesetzte 12-fache englische Nationalspieler war Teil der „goldenen Generation“ der Wolverhampton Wanderers in den 1950er Jahren, die drei englische Meisterschaften und einen FA Cup gewannen.

## Sportliche Laufbahn
Unweit der Stadt Blackburn wurde Bill Slater 1927 in Clitheroe – in der Grafschaft Lancashire liegend – geboren. In seiner Jugend begann er mit dem Fußball in der „Lancashire and District Youth League“ und spielte gelegentlich für die Yorkshire-Amateurauswahl und die Leeds-Universität, an der er studierte. Früh legte er seine Prioritäten auf seine Lehrerausbildung und bestand auf seinem Amateurstatus, den er auch nicht aufgab, als er sich 1944 dem Erstligisten FC Blackpool anschloss. Er besaß durch seinen unabhängigen Status die Freiheit, sich bei Bedarf Auszeiten zu nehmen, stand dann aber am 28. April 1951 unverhofft auf der „großen Bühne“ des Wembley-Stadions. Aufgrund von Verletzungsproblemen musste er plötzlich auf der linken Innenstürmerposition im FA-Cup-Endspiel gegen Newcastle United aushelfen. Zwei Tore von Jackie Milburn sorgten zwar dafür, dass die Partie mit 0:2 verloren ging, aber mit seinem Einsatz brachte es Slater dennoch in die Fußballgeschichtsbücher, da er bis heute der letzte reine Amateurspieler in einem FA-Cup-Finale ist.
Nachdem Slater seine College-Ausbildung kurze Zeit später abgeschlossen hatte, zog es ihn im Dezember 1951 kurzzeitig in den Süden Englands zum FC Brentford, bevor er im August 1952 zu den Wolverhampton Wanderers wechselte. Die Bedenken der Vereinsführung, ein Amateur könne im Erstligafußball nicht dauerhaft bestehen, beseitigte er rasch, als er zwei Monate später einen denkwürdigen Einstand feierte und mit seiner neuen Mannschaft Manchester United mit 6:2 besiegte. Slater, der an der University of Birmingham eine Lehrerstelle angenommen hatte und aus Zeitgründen häufig dem Trainingsbetrieb fernbleiben musste, sah sich mit Billy Wright, Ron Flowers und Billy Crook hochkarätiger Konkurrenz auf den äußeren Halbpositionen ausgesetzt, aber gegen Ende der Saison 1952/53 hatte er seinen Trainer Stan Cullis endgültig überzeugt und sich einen dauerhaften Platz in der Mannschaft erkämpft.
In der Spielzeit 1953/54 verpasste Slater nur drei Pflichtspiele und war so maßgeblich an dem Gewinn der ersten englischen Meisterschaft in der Geschichte der „Wolves“ beteiligt. Er kam dabei zumeist auf der rechten Halbposition zum Zuge und bildete mit Billy Wright, der auf der linken Seite agierte, ein erfolgreiches Duo. Um sich künftig intensiver dem Fußballsport widmen zu können, einigte sich die Klubführung mit der Birmingham-Universität, dass Slater zumindest einen Teilzeit-Profivertrag unterschreiben konnte. Dadurch verpasste er zwar weiterhin einige wichtige Spiele, wie die Charity-Shield-Partie im September 1954 gegen West Bromwich Albion, besaß aber erstmals Planungssicherheit. Am 10. November 1954 debütierte er beim 3:2-Sieg gegen Wales für die englische Nationalmannschaft, wurde dann jedoch nach einem zweiten Länderspiel gegen Deutschland von Duncan Edwards, einem jungen und hochtalentierten Spieler von Manchester United, über einen längeren Zeitraum aus der englischen Auswahlelf verdrängt.
Zwischen 1955 und 1957 absolvierte Slater zwei unauffällige Spielzeiten und zu Beginn der Saison 1957/58 fand er sich dauerhaft in der Reservemannschaft wieder. Erst in der Rückrunde kehrte er in die erste Mannschaft zurück – rechtzeitig, um so seinen Beitrag zum Gewinn der zweiten englischen Meisterschaft zu leisten. Darüber hinaus kam er zu seinem Comeback in der englischen Auswahl bei der WM 1958 in Schweden. Mit Billy Wright und Eddie Clamp bildete er dort einen echten „Wolves-Block“. Der Anlass – der Tod seines Konkurrenten Edwards im Anschluss an das Flugzeugunglück von München – war aber eher von tragischer Natur.
Bei der Weltmeisterschaft in Schweden war Slater Stammspieler – in den ersten beiden Partien als linker Außenverteidiger, danach im Mittelfeld. Nachdem England im ersten Spiel des Turnieres 2:2 gegen den Mitfavoriten UdSSR gespielt hatte, kritisierte der Spielbeobachter Brasiliens Ernesto Santos Slaters Interpretation der Manndeckerrolle, die einzig und alleine bestünde, dem Gegner in die Hacken zu treten und ihn zu Boden zu reißen. Dies führte dazu, dass Brasilien auf die Aufstellung des Rechtsaußens Garrincha verzichtete, um diesen zu schonen. Das zweite Gruppenspiel gegen die Südamerikaner endete 0:0. Nachdem auch das dritte Spiel gegen Österreich unentschieden geendet hatte, schied England schließlich nach einer 0:1-Niederlage im Entscheidungsspiel um Platz zwei gegen die punkt- und torgleiche UdSSR aus.
In der nachfolgenden Spielzeit komplettierte Slater seinen persönlichen „Titel-Hattrick“, als er die dritte englische Meisterschaft errang. Die nächsten – und letzten – sportlichen Triumphe folgten 1960 mit dem Sieg im FA Cup und der Auszeichnung zu Englands Fußballer des Jahres. Dabei hatte er den englischen Pokal nach einem 3:0-Finalsieg gegen die Blackburn Rovers errungen. Die letzten drei Slater-Jahre brachten den „Wolves“ keine weiteren Titelgewinne und so ließ der bis zuletzt als Amateur registrierte Außenspieler, der den Anhängern durch seinen eleganten Stil und eine faire Spielweise in Erinnerung blieb, die aktive Karriere beim FC Brentford und später bei den Northern Nomads ausklingen.
Nach der Fußballerkarriere wurde Slater stellvertretender Direktor des Crystal Palace Sports Centre und später Direktor an den Sportschulen der Liverpool- und der Birmingham-Universität. Weitere Engagements waren zwischen 1984 und 1989 beim „National Service“, im Anschluss das Präsidentenamt bei der britischen Gymnastikvereinigung und die Mitgliedschaft im britischen NOK. Im Sommer 1998 wurde Slater, der bereits 1982 aufgrund seiner Verdienste für den Sport die OBE-Auszeichnung erhalten hatte, im Buckingham Palace auch zum Commander of the British Empire ernannt.
Slater vertrat auch Großbritannien bei den Olympischen Spielen 1952 in Helsinki.
Seine Tochter Barbara Slater wurde im Februar 2009 die erste weibliche Direktorin der Sportabteilung der BBC.
Bill Slater starb im Dezember 2018 im Alter von 91 Jahren.

## Erfolge
- Englischer Meister: 1953/54, 1957/58, 1958/59
- Englischer Pokalsieger: 1959/60
- Englands Fußballer des Jahres: 1960